# Paul Kalinowski
Paul Kalinowski (* 16. Oktober 1893 in Graudenz; † 30. Januar 1968 in Westerburg) war ein deutscher Gewerkschaftler und Politiker (Zentrum, CDU).

## Leben
Kalinowski besuchte die Volksschule und war von 1914 bis 1918 Soldat im Ersten Weltkrieg. 1920 und 1921 besuchte er die Volkshochschule und Universität Rostock, bevor er 1922 hauptberuflicher Gewerkschaftssekretär unter anderem in Dortmund und Trier wurde. Von 1923 bis 1933 war er Bezirksleiter der Christlichen Gewerkschaften in Westerburg. Nach der Machtergreifung der Nationalsozialisten verlor er seinen Job und war drei Jahre lang arbeitslos. Danach war er Wehrmachtsangestellter beim Generalkommando XII in Wiesbaden. Von 1945 bis 1957 war er Kreisinspektor bzw. Kreisoberinspektor beim Landratsamt des Oberwesterwaldkreises in Westerburg.

## Politik
Seit 1911 war er Mitglied des Zentrums und der christlichen Gewerkschaften. Für diese war er Mitglied des Kreisausschusses in Westerburg. In der Zeit des Nationalsozialismus konnte er seine politische Arbeit nicht fortsetzen. Er wurde 1934 Mitglied der NS-Kriegsopferversorgung, 1936 der Deutschen Arbeitsfront (DAF) und 1941 der Nationalsozialistischen Volkswohlfahrt (NSV).
1945 war er ein Gründungsmitglied der CDU im Oberwesterwaldkreis. Von 1947 bis 1957 vertrat er seine Partei drei Wahlperioden lang im Landtag Rheinland-Pfalz. Im Landtag war er in der ersten Wahlperiode Mitglied im Agrarpolitischen Ausschuss, Grenzlandausschuss, Rechts- und Geschäftsordnungsausschuss, Sozialpolitischer Ausschuss und dem Wirtschafts- und Verkehrsausschuss. In der zweiten Wahlperiode war er Mitglied im Haushalts- und Finanzausschuss sowie Petitionsausschuss und in der dritten Wahlperiode im Ausschuss für Sozialpolitik und Fragen der Vertriebenen und Petitionsausschuss.
1954 war er Mitglied der 2. Bundesversammlung.